# Dudley South (circonscription britannique)
Pour l’article homonyme, voir Dudley (homonymie).
Circonscription parlementaire de la Chambre des communes
La circonscription de Dudley South  est une circonscription située dans le West Midlands, et représentée à la Chambre des communes du Parlement britannique.

## Géographie
La circonscription comprend :
- La banlieue de Kingswinford, Holly Hall, Netherton et Bromley du district métropolitain de Dudley
- Une partie de la ville de Brierley Hill, incluant Brockmoor
- Les villages de Wall Heath et Wordsley

## Membres du Parlement
Les Membres du Parlement (MPs) de la circonscription sont:
| Élection | Élection | Membre      | Parti        | Portrait |
| -------- | -------- | ----------- | ------------ | -------- |
|          | 1997     | Ian Pearson | Travailliste |          |
|          | 2010     | Chris Kelly | Conservateur |          |
|          | 2015     | Mike Wood   | Conservateur |          |

## Résultats électoraux

### Élections dans les années 2010
-->
| Parti         | Parti                | Candidat             | Voix   | %    | ±    |
| ------------- | -------------------- | -------------------- | ------ | ---- | ---- |
|               | Conservateur         | Mike Wood            | 24,835 | 67,9 | 11.5 |
|               | Travailliste         | Lucy Caldicott       | 9,270  | 25,3 | 10.9 |
|               | Libéral Démocrate    | Jonathan Bramall     | 1,608  | 4,4  | 2.8  |
|               | Green                | Cate Mohr            | 863    | 2,4  | 1.4  |
| Majorité      | Majorité             | Majorité             | 15,565 | 42,6 | 22.4 |
| Participation | Participation        | Participation        | 36,576 | 60,2 | 2.2  |
|               | Conservateur retenir | Conservateur retenir | Swing  | 11.2 |      |

-->
| Parti         | Parti                | Candidat             | Voix   | %    | ±    |
| ------------- | -------------------- | -------------------- | ------ | ---- | ---- |
|               | Conservateur         | Mike Wood            | 21,588 | 56,4 | 12.6 |
|               | Travailliste         | Natasha Millward     | 13,858 | 36,2 | 3.6  |
|               | UKIP                 | Mitchell Bolton      | 1,791  | 4,7  | 14.2 |
|               | Libéral Démocrate    | Jonathan Bramall     | 625    | 1,6  | 0.6  |
|               | Green                | Jenny Maxwell        | 382    | 1,0  | 1.5  |
| Majorité      | Majorité             | Majorité             | 7,730  | 20,2 | 9.0  |
| Participation | Participation        | Participation        | 38,244 | 62,4 | 0.9  |
|               | Conservateur retenir | Conservateur retenir | Swing  | 4.55 |      |

| Parti         | Parti                | Candidat             | Voix   | %    | ±    |
| ------------- | -------------------- | -------------------- | ------ | ---- | ---- |
|               | Conservateur         | Mike Wood            | 16,723 | 43,8 | 0.7  |
|               | Travailliste         | Natasha Millward     | 12,453 | 32,6 | 0.4  |
|               | UKIP                 | Paul Brothwood       | 7,236  | 18,9 | 10.7 |
|               | Green                | Vicky Duckworth      | 970    | 2,5  | New  |
|               | Libéral Démocrate    | Martin Turner        | 828    | 2,2  | 13.5 |
| Majorité      | Majorité             | Majorité             | 4,270  | 11,2 | 1.1  |
| Participation | Participation        | Participation        | 38,210 | 63,3 | 0.3  |
|               | Conservateur retenir | Conservateur retenir | Swing  | 0.54 |      |

| Parti         | Parti                                   | Candidat                                | Voix   | %    | ±    |
| ------------- | --------------------------------------- | --------------------------------------- | ------ | ---- | ---- |
|               | Conservateur                            | Chris Kelly                             | 16,450 | 43,1 | 8.1  |
|               | Travailliste                            | Rachel Harris                           | 12,594 | 33,0 | 11.0 |
|               | Libéral Démocrate                       | Jonathan Bramall                        | 5,989  | 15,7 | 3.0  |
|               | UKIP                                    | Philip Rowe                             | 3,132  | 8,2  | 5.0  |
| Majorité      | Majorité                                | Majorité                                | 3,856  | 10,1 | 0.7  |
| Participation | Participation                           | Participation                           | 38,165 | 63,0 | 2.8  |
|               | Conservateur vainqueur sur Travailliste | Conservateur vainqueur sur Travailliste | Swing  | 9.5  |      |

### Élections dans les années 2000
| Parti         | Parti                | Candidat             | Voix   | %    | ±   |
| ------------- | -------------------- | -------------------- | ------ | ---- | --- |
|               | Travailliste         | Ian Pearson          | 17,800 | 45,3 | 4.5 |
|               | Conservateur         | Marco Longhi         | 13,556 | 34,5 | 3.4 |
|               | Libéral Démocrate    | Jonathan Bramall     | 4,808  | 12,2 | 2.7 |
|               | BNP                  | John Salvage         | 1,841  | 4,7  | New |
|               | UKIP                 | Andrew Benion        | 1,271  | 3,2  | 0.8 |
| Majorité      | Majorité             | Majorité             | 4,244  | 10,8 | 7.9 |
| Participation | Participation        | Participation        | 39,276 | 60,2 | 4.8 |
|               | Travailliste retenir | Travailliste retenir | Swing  | 3.9  |     |

| Parti         | Parti                | Candidat             | Voix   | %    | ±    |
| ------------- | -------------------- | -------------------- | ------ | ---- | ---- |
|               | Travailliste         | Ian Pearson          | 18,109 | 49,8 | 6.8  |
|               | Conservateur         | Jason Sugarman       | 11,292 | 31,1 | 1.7  |
|               | Libéral Démocrate    | Lorely Burt          | 5,421  | 14,9 | 4.0  |
|               | UKIP                 | John Westwood        | 859    | 2,4  | New  |
|               | Socialiste Alliance  | Angela Thompson      | 663    | 1,8  | New  |
| Majorité      | Majorité             | Majorité             | 6,817  | 18,7 | 8.5  |
| Participation | Participation        | Participation        | 36,344 | 55,4 | 16.4 |
|               | Travailliste retenir | Travailliste retenir | Swing  | 4.2  |      |

### Élections dans les années 1990
| Parti         | Parti                                  | Candidat      | Voix   | %    | ± |
| ------------- | -------------------------------------- | ------------- | ------ | ---- | - |
|               | Travailliste                           | Ian Pearson   | 27,124 | 56,6 | ' |
|               | Conservateur                           | Mark Simpson  | 14,097 | 29,4 |   |
|               | Libéral Démocrate                      | Richard Burt  | 5,214  | 10,9 |   |
|               | Référendum                             | Connor Birch  | 1,467  | 3,1  |   |
| Majorité      | Majorité                               | Majorité      | 13,027 | 27,2 |   |
| Participation | Participation                          | Participation | 47,902 | 71,8 |   |
|               | Travailliste vainqueur (nouveau siège) |               |        |      |   |